# Мост краљевића Андреја
Мост краљевића Андреја је био мост у Новом Саду изграђен 1883. године као део пруге Будимпешта-Земун. Том приликом је прокопан тунел кроз петроварадински гребен. Име моста је било „Мост Фрање Јосифа“ по аустроугарском цару. 
Имао је и стазу за прелаз пешака преко Дунава.
После Првог светског рата звао се „Мост краљевића Андреја“, по најмлађем сину краља Александра Карађорђевића.

## Рушења
Мост је оштећен 1941. године приликом повлачења југословенске војске, као и Мост краљевића Томислава. Немци су га поправили и био је у функцији до 1944. када га минирају и мост бива потпуно уништен. После тога није обнављан.
Железнички саобраћај је после тога користио Мост маршала Тита, до 1961, када је изграђен Жежељев мост.
Стубови моста могу се и данас видети како бескорисно штрче из воде.